# Квантовая логика
Квантовая логика — раздел логики, необходимый для рассуждения о предложениях, которые учитывают принципы квантовой теории. Эта область исследований была основана в 1936 году работой Гарита Бирхофа и Джона фон Неймана, которые пытались примирить очевидную несогласованность классической логики с фактами по поводу измерения дополнительных переменных в квантовой механике, как например координата и импульс.
Квантовая логика может быть сформулирована как измененная версия логики высказываний. Она имеет несколько свойств, которые отличают её от классической логики. В частности, отсутствие дистрибутивности:
{\displaystyle p\;\mathrm {AND} \;(q\;\mathrm {OR} \;r)=(p\;\mathrm {AND} \;q)\;\mathrm {OR} \;(p\;\mathrm {AND} \;r)},
где символы {\displaystyle p}, {\displaystyle q} и {\displaystyle r} — логические переменные.
Чтобы проиллюстрировать, почему дистрибутивный закон не работает, рассмотрим движущуюся по прямой частицу. Далее, пусть логические переменные {\displaystyle p}, {\displaystyle q} и {\displaystyle r} имеют следующие значения:
- {\displaystyle p=} «частица двигается вправо»;
- {\displaystyle q=} «частица слева от начала координат»;
- {\displaystyle r=} «частица справа от начала координат».

Тогда предложение «{\displaystyle q\;\mathrm {OR} \;r}» всегда верно, точно как и
{\displaystyle p\;\mathrm {AND} \;(q\;\mathrm {OR} \;r)=p}
С другой стороны, «{\displaystyle p\;\mathrm {AND} \;q}» и «{\displaystyle p\;\mathrm {AND} \;r}» неверны, так как требуют более жёстких условий одновременных значений позиции и инерции, что не возможно по принципу неопределённости Гейзенберга. Поэтому
{\displaystyle (p\;\mathrm {AND} \;q)\;\mathrm {OR} \;(p\;\mathrm {AND} \;r)=\mathrm {FALSE} }
и дистрибутивность не может существовать.
Представим лабораторию, которая имеет аппаратуру, необходимую для измерения скорости пули, выпущеной из огнестрельного оружия. Тщательно подбирая условия (температуру, влажность, давление и т. д.), необходимо неоднократно выстрелить из одного и того же оружия и провести измерения скоростей. Это даст некоторое распределение скоростей. Однако мы не будем стремиться получить тем же образом эти значения для каждого индивидуального измерения, для каждой группы измерений; мы ожидаем, что эксперимент приводит к такому же распределению скоростей. В частности, мы можем ожидать распределения вероятностей предложениям, например, { a ≤ скорость ≤ b}. Поэтому естественно предложить, что при контролируемых условиях подготовки измерение классической системы можно описать мерой вероятности на пространстве состояний. Такая же статистическая структура также присутствует в квантовой механике.
Для более подробной информации о статистике квантовых систем, смотрите учебные пособия по квантовой статистической механике.
Квантовая логика работает по принципу "от общего - к частному", с обратным логическим (проверяемым) путём.